# 116166 Андремадер
116166 Андремадер (116166 Andrémaeder) — астероїд головного поясу, відкритий 3 грудня 2003 року.
Тіссеранів параметр щодо Юпітера — 3,169.